# St. Stephens (Carolina del Nord)
St. Stephens és una concentració de població designada pel cens dels Estats Units a l'estat de Carolina del Nord. Segons el cens del 2000 tenia 9.439 habitants.

## Demografia
Segons el cens del 2000, St. Stephens tenia 9.439 habitants, 3.506 habitatges i 2.675 famílies. La densitat de població era de 371,5 habitants per km².
Dels 3.506 habitatges en un 34,1% hi vivien nens de menys de 18 anys, en un 60,8% hi vivien parelles casades, en un 10% dones solteres, i en un 23,7% no eren unitats familiars. En el 19,6% dels habitatges hi vivien persones soles el 7,2% de les quals corresponia a persones de 65 anys o més que vivien soles. El nombre mitjà de persones vivint en cada habitatge era de 2,66 i el nombre mitjà de persones que vivien en cada família era de 3,01.
Per edats la població es repartia de la següent manera: un 24,6% tenia menys de 18 anys, un 9,3% entre 18 i 24, un 30,6% entre 25 i 44, un 24% de 45 a 60 i un 11,5% 65 anys o més.
L'edat mediana era de 36 anys. Per cada 100 dones de 18 o més anys hi havia 101,2 homes.
La renda mediana per habitatge era de 41.790 $ i la renda mediana per família de 45.763 $. Els homes tenien una renda mediana de 29.452 $ mentre que les dones 24.248 $. La renda per capita de la població era de 18.038 $. Entorn del 5,7% de les famílies i el 7,1% de la població estaven per davall del llindar de pobresa.

## Poblacions més properes
El següent diagrama mostra les poblacions més properes.